# Богомолец, Пётр Тадеуш
Пётр Тадеуш Богомолец (польск. Piotr Tadeusz Bohomolec; между 1727 и 1729 — после 1792) — представитель витебской ветви литовско-русского рода Богомольцев герба «Богория». Стольник витебский, депутат и казначей Главного Литовского Трибунала и депутат сейма Речи Посполитой от витебского воеводства. Младший брат Францишека Богомольца.

## Биография
В 1768 году был избран комиссаром для подписания трактата с Российской империей об установлении границ.
В депеше посла России в Речи Посполитой, князя Николая Панина, Пётр-Тадеуш Богомолец характеризовался как «дурной» — то есть такой, который упорно сопротивлялся российскому вмешательству в дела Речи Посполитой.
Однако уже после первого раздела Речи Посполитой принёс присягу на верность российской императрице Екатерине II и поступил на службу в государственный аппарат Российской империи.
С 1783 года возглавлял в Витебске палату гражданского суда. Дослужился до действительного статского советника.
В 1792 году, за год до второго раздела Речи Посполитой, подал прошение о признании за родом Богомольцев российского дворянского достоинства. Прошение было рассмотрено на депутатском собрании Полоцкого наместничества 22 октября 1792 года и удовлетворено.
Дворянство было также признано за его детьми, за братьями Павлом-Юзефом и Иоахимом, а также их потомками.
В деле о признании дворянства сохраняется первая известная на сегодня роспись рода Богомольцев.
За службу Пётр-Тадеуш Богомолец был награждён орденом Св. Владимира 3-й степени и польским орденом Св. Станислава.
Был одним из богатейших людей на Витебщине. После смерти Петра-Тадеуша Богомольца его вдова, Элеонора Вышинская-Богомолец, унаследовала крупные земельные владения в Невельском уезде с 2 тысячами душ крепостных.
Его сыновья, Станислав, Павел, Ромуальд и Михаил, начинали свою карьеру в царской армии. Во время войны России с Наполеоном Ромуальд Богомолец был городским головой Витебска (1812).